# Albert Rop
Albert Kibichii Rop (ur. 17 lipca 1992) – bahrajński lekkoatleta kenijskiego pochodzenia specjalizujący się w biegach długodystansowych.
Złoty medalista mistrzostw panarabskich (2013). W 2014 stanął na najniższym stopniu podium igrzysk azjatyckich w biegu na 5000 metrów oraz reprezentował kraje Azji i Pacyfiku podczas pucharu interkontynentalnego w Marrakeszu. Na początku 2015 zdobył brązowy medal w drużynie seniorów na mistrzostwach świata w biegach przełajowych. W tym samym roku zdobywał srebrne medale mistrzostw panarabskich i mistrzostw Azji oraz zajął 11. miejsce na dystansie 5000 metrów podczas światowego czempionatu w Pekinie. Złoty medalista światowych igrzysk wojska (2015). Na początku 2016 został halowym wicemistrzem Azji oraz triumfował w azjatyckich mistrzostwach w biegach na przełaj. Siódmy zawodnik biegu na 5000 metrów podczas igrzysk olimpijskich w Rio de Janeiro (2016).
W marcu 2020 został ukarany przez Athletics Integrity Unit dwuletnią dyskwalifikacją (biegnącą od 24 września 2019) i anulowaniem wyników osiągniętych między 11 kwietnia 2019 a 24 września 2019 za naruszenie przepisów antydopingowych.

## Osiągnięcia
| Rok  | Impreza                                   | Miejsce        | Konkurencja           | Lokata      | Wynik    |
| ---- | ----------------------------------------- | -------------- | --------------------- | ----------- | -------- |
| 2013 | Mistrzostwa panarabskie                   | Doha           | bieg na 5000 metrów   | 1. miejsce  | 13:52,54 |
| 2014 | Puchar interkontynentalny                 | Marrakesz      | bieg na 5000 metrów   | 4. miejsce  | 13:36,62 |
| 2014 | Igrzyska azjatyckie                       | Incheon        | bieg na 5000 metrów   | 3. miejsce  | 13:28,08 |
| 2015 | Mistrzostwa świata w biegach przełajowych | Guiyang        | bieg seniorów         | 11. miejsce | 35:59    |
| 2015 | Mistrzostwa panarabskie                   | Manama         | bieg na 5000 metrów   | 2. miejsce  | 13:18,55 |
| 2015 | Mistrzostwa Azji                          | Wuhan          | bieg na 5000 metrów   | 2. miejsce  | 13:35,26 |
| 2015 | Mistrzostwa świata                        | Pekin          | bieg na 5000 metrów   | 11. miejsce | 14:00,12 |
| 2015 | Światowe wojskowe igrzyska sportowe       | Mungyeong      | bieg na 5000 metrów   | 1. miejsce  | 13:23,70 |
| 2016 | Halowe mistrzostwa Azji                   | Doha           | bieg na 3000 metrów   | 2. miejsce  | 7:40,27  |
| 2016 | Mistrzostwa Azji w biegach przełajowych   | Manama         | bieg seniorów         | 1. miejsce  | 32:36    |
| 2016 | Igrzyska olimpijskie                      | Rio de Janeiro | bieg na 5000 metrów   | 7. miejsce  | 13:08,79 |
| 2017 | Mistrzostwa świata w biegach przełajowych | Kampala        | bieg seniorów         | –           | DNF      |
| 2017 | Mistrzostwa świata                        | Londyn         | bieg na 5000 metrów   | eliminacje  | 13:32,40 |
| 2018 | Halowe mistrzostwa świata                 | Birmingham     | bieg na 3000 metrów   | eliminacje  | DNS      |
| 2018 | Mistrzostwa świata w półmaratonie         | Walencja       | półmaraton            | 13. miejsce | 1:01:21  |
| 2018 | Igrzyska azjatyckie                       | Dżakarta       | bieg na 5000 metrów   | 2. miejsce  | 13:43,76 |
| 2022 | Igrzyska solidarności islamskiej          | Konya          | bieg na 5000 metrów   | 7. miejsce  | 14:02,09 |
| 2022 | Igrzyska solidarności islamskiej          | Konya          | bieg na 10 000 metrów | 5. miejsce  | 28:45,66 |
| 2025 | Mistrzostwa Azji                          | Gumi           | bieg na 5000 metrów   | 5. miejsce  | 13:33,41 |
| 2025 | Mistrzostwa Azji                          | Gumi           | bieg na 10 000 metrów | 3. miejsce  | 28:46,82 |

## Rekordy życiowe
- Bieg na 3000 metrów (stadion) – 7:32,02 (2013) rekord Bahrajnu
- Bieg na 3000 metrów (hala) – 7:38,77 (2014) do 2020 rekord Azji
- Bieg na 5000 metrów (stadion) – 12:51,96 (2013) rekord Azji
- Bieg na 5000 metrów (hala) – 13:09,43 (2017) rekord Bahrajnu